# Соколов Микола Миколайович (бігун)
Мико́ла Микола́йович Соколо́в (* 28 серпня 1930, село Васюніно, нині Вологодського району Вологодської області Росії — 12 травня 2010) — російський легкоатлет (біг на 3000 метрів з перешкодами). Чемпіон СРСР (1960, 1963), срібний призер Олімпійських ігор (1960). Заслужений майстер спорту СРСР (1960).

## Спортивна кар'єра
Соколов спеціалізувався в бігові на 3000 метрів з перешкодами. 1957 року вперше завоював медаль на чемпіонаті СРСР — бронзову. 26 червня 1960 року в Тулі на матчі СРСР — Польща Соколов установив всесоюзний рекорд на своїй дистанції — 8.32,4 с. 17 липня 1960 року він завоював золоту медаль на чемпіонаті СРСР, а разом із нею путівку на Олімпійські ігри в Римі.
У Римі Соколов успішно виступив у попередніх змаганнях, в яких брало участь 48 бігунів, і вийшов у фінал. 3 вересня 1960 року у фіналі за 200 м до фінішу Соколов лідирував, і все ж на останньому відрізку дистанції його обійшов польський бігун Здіслав Кшишковяк, який із результатом 8.34,2 с завоював золоту медаль. Соколов програв йому 2,2 с і фінішував другим.
1961 року Соколов знову був третім на чемпіонаті СРСР. 1962 року він завоював срібну медаль на чемпіонаті СРСР і бронзову — на чемпіонаті Європи в Белграді. 1963 року на III Спартакіаді народів СРСР Соколов удруге і востаннє стає чемпіоном СРСР. Тричі брав участь у легкоатлетичних матчах СРСР — США і двічі ставав переможцем.
Згодом Микола Миколайович працював тренером дитячо-юнацької спортивної школи, а далі довгі роки (аж до виходу на пенсію) — столяром.